# Eric Koch

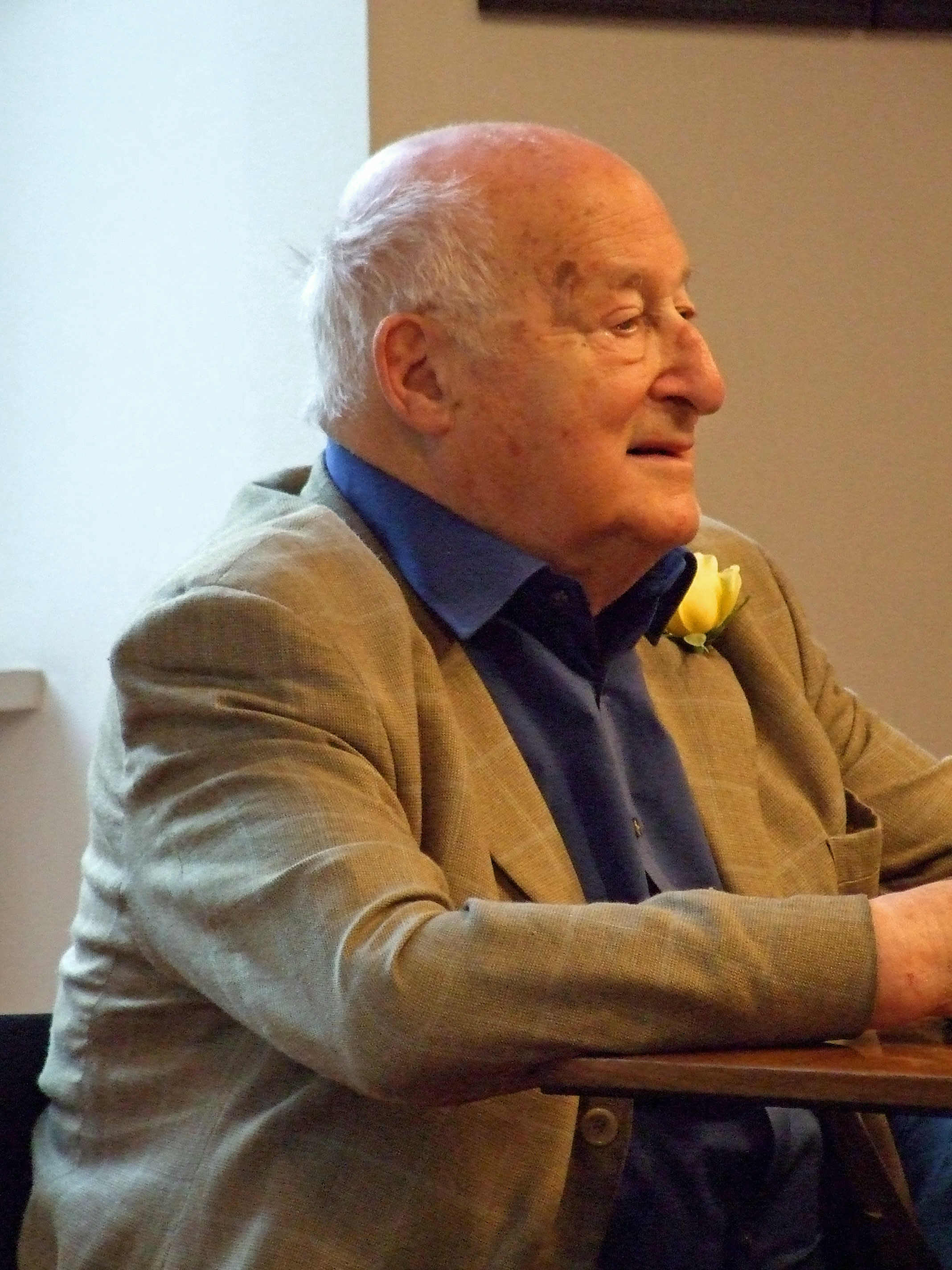
Eric Koch (2009)

Eric Alfred Koch, Geburtsname Otto Erich Alfred Koch, Rufname Otto Koch (* 31. August 1919 in Frankfurt am Main; † 28. April 2018 in Toronto, Kanada) war ein kanadischer Rundfunkjournalist, Schriftsteller und Sozialwissenschaftler deutscher Herkunft. Er lebte in Toronto.

## Leben
Eric Koch war ein Sohn des Hofjuweliers Otto Koch (1885–1919) und der Ida Kahn (1890–), er hatte zwei Geschwister. Er wuchs in einer assimilierten jüdischen Familie in Frankfurt am Main auf.
Nach Hitlers Machtübernahme emigrierte die Familie 1935 nach Großbritannien, wo Koch an der University of Cambridge ein Jurastudium aufnahm. 1940 wurde er als Enemy Alien interniert und nach Kanada deportiert. Dort setzte Koch nach der Anerkennung als Opfer des NS-Regimes das Studium an der University of Toronto fort. Er arbeitete 35 Jahre lang als Journalist und Moderator bei CBC, zunächst für Radio Canada International und zuletzt als Regionaldirektor in Montreal.
Danach unterrichtete er an der York University.
Koch war mit der Kanadierin Sonja Mecklenburg verheiratet, sie hatten drei Kinder.

## Werke (Auswahl)
- Die Freizeitrevoluzzer. Heyne, 1973, ISBN 3-453-30388-1.
- Die Spanne Leben. Heyne, 1976, ISBN 3-453-30532-9.
  - C.R.U.P.P. (enthält "Die Freizeitrevoluzzer", "Die Spanne Leben"). Heyne, 1987, ISBN 3-453-00456-6. Bibliothek der Science Fiction Literatur, 67; Nachwort Florian F. Marzin
- Deemed suspect: A wartime blunder. Methuen, Toronto 1980[3]
- Kassandrus. Er konnte tatsächlich die Zukunft sehen, aber kein Mensch glaubte ihm. Heyne, 1988, ISBN 3-453-03131-8. Übers. Walter Brumm[4]
- Hilmar und Odette: Zwei Leben in Deutschland. Bleicher, 1998, ISBN 3-88350-658-3.[5]
- Liebe und Mord auf Xananta. Eichborn, 1998, ISBN 3-8218-0237-5.
- Nobelpreis für Goethe. Fischer, 1999, ISBN 3-596-14536-8.
- I remember the location exactly. Mosaic Press 2005. Vorw. Alfred Grosser
  - Die Braut im Zwielicht. Erinnerungen. Weidle Verlag, 2008, ISBN 978-3-938803-11-0. Übers. Ruth Keen, Stefan Weidle. Vorw. Alfred Grosser

## Teil-Nachlass
- Jahre 1937–1982. Signatur bei Library and Archives Canada: MG30-C192 / R2408-0-5-E. Briefwechsel Kochs, Dokumente anderer Internierter, Erinnerungen, Gedichte, Dramen, Zeichnungen, Interview-Mitschnitte, Film-Material, Fotografien. Unten: Private records – Second World War

## Notizen
1. ↑  Todesmeldung, The Globe and Mail, abgerufen am 2. Mai 2018
2. ↑  Zu dieser Maßnahme: Annette Puckhaber, Ein Privileg für wenige. Die deutschsprachige Migration nach Kanada im Schatten des Nationalsozialismus. Reihe: Studien zu Geschichte, Politik und Gesellschaft Nordamerikas – Studies in North American History, Politics and Society. Lit, Münster 2002. Zugl. Diss. phil. Universität Trier, 2000. In Google books einsehbar.
3. ↑  Inhaltsverzeichnis über Deutsche Nationalbibliothek: DNB 962797308
4. ↑  nur als Übersetzung publiziert. Die Deutsche Nationalbibliothek liefert eine falsche Angabe, kein Original
5. ↑  enth. mehrere Passagen aus Die Braut im Zwielicht
6. ↑  in Google books einsehbar. S. 211: Karte aller Internierungslager Kanadas für die zunächst Enemy Aliens, dann „friendly Aliens“ Genannten

| Personendaten    | Personendaten                                                                                    |
| ---------------- | ------------------------------------------------------------------------------------------------ |
| NAME             | Koch, Eric                                                                                       |
| ALTERNATIVNAMEN  | Koch, Eric Alfred (vollständiger Name); Koch, Otto Erich Alfred (vollständiger Name); Koch, Otto |
| KURZBESCHREIBUNG | kanadischer Rundfunkjournalist, Schriftsteller und Sozialwissenschaftler deutscher Herkunft      |
| GEBURTSDATUM     | 31. August 1919                                                                                  |
| GEBURTSORT       | Frankfurt am Main                                                                                |
| STERBEDATUM      | 28. April 2018                                                                                   |
| STERBEORT        | Toronto                                                                                          |